# Ануширавани, Саджад
Саджад Ануширавани Хамлабад (перс. سجاد انوشیروانی حمل‌آباد‎; прослушатьо файле; 12 мая 1984) — иранский тяжелоатлет, призёр чемпионатов мира и Олимпийских игр.
Родился в 1984 году в Ардебиле. В 2010 году стал бронзовым призёром Азиатских игр. В 2011 году завоевал серебряную медаль чемпионата мира. В 2012 году стал обладателем серебряной медали Олимпийских игр в Лондоне и завоевал бронзовую медаль на чемпионате Азии.